# 上海新舞台
上海新舞台是上海歷史上的一個劇場，主要上演京剧以及文明戏。觀眾前往上海新舞台看戲要買票，而且劇場將称伶人稱呼為艺员，演员不用艺名而用真名。

## 歷史
1908年7月，京剧演员潘月樵、夏月润、夏月珊與沈缦云等在上海十六铺建造了上海新舞台。上海新舞台的主要演员有潘月樵、夏月润、夏月珊、冯子和、周凤文、欧阳予倩、刘艺舟、王钟声、汪优游、沈冰血等。辛亥革命期間，潘月樵和夏氏兄弟等人建立了伶界义勇军，攻打江南制造局，而且為支援革命進行募捐义演。孙中山於是親自題寫“现身说法”的匾额表彰他们。上海新舞台還上演過宣传革命的劇目，如《潘烈士投海》、《黑奴吁天录》、《黑籍冤魂》、《玫瑰花》、《波兰亡国惨》、《中国国会万岁》、《血泪碑》、《新茶花》、《华伦夫人》等。1924年，上海新舞台关闭。